# Macabre (película de 2010)
Macabre (Rumah Dara en V. O.) es una película de terror indonesio-singapureña de 2010.
Antes de su estreno en los cines de Indonesia, fue estrenada en varios festivales de 2009. En Singapur fue calificada con M18 debido a su contenido gore y violento. El 22 de enero de 2010 se estrenó en todo el país y ha habido planes para que Overlook Entertainment distribuya el film en América del Norte y Europa.
Según en el perfil oficial de Twitter, la producción fue censurada en Malasia por su contenido violento siendo la primera película indonesia en tener tal suerte.

## Argumento
La trama se centra en un grupo de amigos que se dirigen a Yakarta, pero justo antes de emprender el camino se encuentran con Maya (Imelda Terinne), una joven que afirma haber sido raptada. Cuando esta les pide que la lleven a casa, son recibidos por su extraña familia con su madre Dara (Shareefa Daanish), la cual como agradecimiento les ofrece una cena hasta que caen inconscientes debido al consumo de narcóticos y se despiertan en el sótano, desde donde descubren que han sido secuestrados por una familia de asesinos caníbales en un intento por conseguir la inmortalidad.
A medida que son atacados por varias armas, intentan escapar de la casa.

## Repartos
- Julie Estelle es Ladya.
- Ario Bayu es Adjie.
- Sigi Wimala es Astrid.
- Shareefa Daanish es Dara.
- Imelda Therinne es Maya.
- Arifin Putra es Adam.
- Daniel Mananta es Jimmy.
- Mike Muliadro es Alam.
- Dendy Subangil es Eko.
- Ruli Lubis es Arman.

## Críticas y recepción
Shareefa Danish ganó el galardón a la Mejor Actriz en el Festival Internacional de Cine Fantástico de Bucheon, Corea del Sur.
En cuanto a las críticas, los medios nacionales alabaron en su mayoría la producción, aunque algunas fuentes críticas opinaron que se trataba de una versión indonesia de La matanza de Texas y otras películas hollywoodienses similares.